# Jahrbuch für Genealogie, Heraldik und Sphragistik
Das Jahrbuch für Genealogie, Heraldik und Sphragistik war ein Jahrbuch zur Genealogie, Heraldik und Sphragistik, das von 1894 an in Mitau in Kurland gedruckt wurde.
Die Publikation wurde von 1915 bis 1928 ausgesetzt. Der Band für 1914 erschien nur 1930 mit einem Anhang für die Jahre 1923–1929.

## Herausgeber
- Bände 1893–1904: Kurländische Gesellschaft für Literatur und Kunst
- 1905/1906–1911/1913: Genealogische Gesellschaft der Ostseeprovinzen zu Mitau
- Band 1914 (erschienen 1930): Genealogische Gesellschaft Lettlands in Mitau

## Ausgaben
- Jg. 1893 (1894) – 1904 (1906) – 12 Bände
- Jg. 1905/1906 (1908)
- Jg. 1907/1908 (1910)
- Jg. 1909/1910 (1913)
- Jg. 1911/1912/1913 (1914)
- Jg. 1914/1923–1929 (1930)